# ギロロ
ギロロは、吉崎観音作の漫画『ケロロ軍曹』およびその関連作品に登場する架空のキャラクターである。主人公・ケロロの幼馴染。

## 人物
ケロロ小隊の機動歩兵で、作中屈指の戦闘のプロフェッショナル。コードネームはG66、合い言葉は「ギロギロギロ」（怒るとギロギロと鳴く。また嬉しい時でも鳴く時がある）、ラッキーナンバーは"夏美"の語呂である「723」。
ケロン軍での階級は伍長（OR-5）。
パートナーは日向夏美。

### 外見
体色は赤色。茶色の帽子にドクロマーク。目つきが鋭く、顔の左側に目の上を通る大きな古傷がある。
他の小隊メンバーとは異なり、腹には特にマーク等は存在しないが、その代わりに左肩からタスキ掛けにしたベルトを装着している。これは幼年訓練所を出るときに兄ガルルからもらったもの。バックルの中には夏美の写真が入っており、彼の宝物になっている。このベルトは彼の身体能力にも影響し、ベルトがないとバランスがとれなくなり、非常に弱くなる（詳細は後述）。なお、ギロロにとってベルトは「おしゃれ」らしく、お腹にマークをつけない理由も「ギロロはかわりにベルトを愛用しているから」とのこと。
夏美のことを妄想すると、目が垂れ下がり、口があき、よだれを垂らす。
帽子のドクロマークはギロロの表情に合わせて変わることがよくあり、夏美のことを考えて極度の興奮状態になったときや、怒りを感じたときに目の部分がしばしば変わる。
かつての郵便ポスト（丸型ポスト）はギロロの外見に似た部分があり、作中でもケロロによく「赤ダルマ」と呼ばれる他、たびたびそれに連想されるシーンがある。また、『ケロロとギロロの地球（ペコポン）侵略ラヂオ』のコーナー「ギロロバー」では「真っ赤なアイツ」と呼ばれている。
幼年期から未成年期にかけては腹にもドクロマークのシールがあった。
アフロカラーは黄色もしくは黒。

### 性格
真面目な性格で、小隊内では唯一軍人らしい性格。めったに笑わないが、心を開いたものたちと一緒にいる時はごく稀に笑顔を見せる。
ケロン軍に入ってからも怪我や病気以外で一度も休んだことはない。軍からの信頼は高く、小隊における訓練に関する全指揮権は基本的に彼にある。アニメ第150話では軍内の「ベタタ小隊」の一時的な活動休止の際に3階級昇進で准尉になると予定されたこともある。
非常に好戦的な面もあり、座右の銘は「大艦巨砲主義」。武力制圧をすることが侵略の達成の近道であると考えている節がある。そのために基本的には頭が固く、ケロロらの悪ノリに率先して乗らないのはこれらが主な原因となっている。
その一方で口車に乗せられやすい一面もあり、ケロロから「作戦の一環」と称されて女装・物真似などの汚れ役を強要されることもある。また戦場では真っ先に突っ込んでいくため「かませ犬」と呼ばれており、たびたびいじられることも多い。タママによると「ウッカリギロロ」という別名もあるらしく、これは「勝手な行動で足を引っ張ってばかりである」ということから来ているらしい。
怪談対決の際に怖さを競う「恐怖カウンター」になるのを本気で嫌がったり、幼少期の心霊写真（実際にはケロロの悪戯）を大人になっても怖がったり、何度も会ったことがあり普通にいただけのお観世を怖がったりと極度の怖がりでもある。
作者の吉崎は、彼のキャラクター像について「ケロロさえいなければ、ハードボイルドなカッコいい奴」と語っている。
酒についても1滴で気絶してしまうほどの超下戸。

### 趣味
アニメの公式設定では武器の手入れ。ただしアニメ第106話Bパートでは自身の判断でプロフィール用紙の趣味の部分を空白としていた。
武器関連が趣味であるというのは公式見解である部分が強く、彼自身が武器の手入れを趣味としていることを自覚していない一面があり、上記のアニメ第106話においてもラストにて夏美から「やりたい時にやりたいことをやる。それが趣味なんじゃないの？」と言われた際に、彼は「俺にとっての趣味は『趣味ペコポン侵略』だ！」と認識していた。作中ではその他にも最新式の武器をたびたび購入していたり、夏美から「武器おたく」と言われることもある。
また、アニメでは幼少期から鉄道ファンという設定が存在する。子供の頃の夢は銀河鉄道の職員になることで、銀河鉄道友の会の会員でもあり、会員番号は99999999。幼年期に宇宙ケルベロスに襲われたゼロロを助けたときに会員証を失ってしまったが、それに勝るものを手に入れられたため悔いはないという。
作中の架空番組「ゲロロ艦長」のファンでもあり、自身にそっくりな「キロロ戦闘班長」のフィギュアを欲しがるシーンも存在する。
アニメでは「623の俺ラジオ」の隠れファンという設定があり、第354話Bパートにて「夜の大艦巨砲主義」というペンネームを用いて密かに応募していることが明かされた。

### 使用する武器
主な使用武器はガンダムシリーズに登場した武器をベースにリファインしたもので、よく『ガンダム0083』や『ガンダム0080』に登場したMMP-80マシンガンに似た銃を使用している。また、ウージーやM-11などの実在の銃をデフォルメした銃も使っている。アニメ版ではMP5Kに似た銃を使用している。
ケロロがガンプラに嵌っているのを良く思っていない割には、ガンダム由来意匠の装備多用傾向を持つ。遠距離攻撃用装備はビームライフル、近距離戦でもビームサーベルを主に使用し、日本刀やヒートホーク更には杖タイプのガンダムハンマー（モーニングスター）も所持している。GP03Dデンドロビウムに似た大型の専用兵器・デンドロギロロを所有しており、遠隔操作も可能。自分専用の武器庫を持っていて次元転送を利用していつでもフル装備になることができる。公式ホームページではギロロはRPG-7に似た兵器を持っている。「ケロロRPG」ではゲームの世界でバズーカ砲や火炎放射器で戦っており、超必殺技でもデンドロギロロを使用している。

#### 1話のみの特殊武器
Tグレネード（てんぺすと ぐれねーど）
原作第96話・アニメ第127話Bパートに登場。危険レベルSSの戦略気象兵器で、人工的に台風を発生させることが可能なもの。使用法如何で絶大な効果がある。非常に高額であり、ギロロは「月間宇宙兵器（スペースウェポン）」という雑誌の読者プレゼントで手に入れた。
建造物消滅式時限爆弾
原作第201話に登場。ターゲットを次元のはざまに送り飛ばし消滅させる兵器（原理的にはドロロの零次元斬と同じ）。
GWボケでだらけきったケロロたちに活を入れるために日向邸内に10個しかけ探させた。

### 能力
「戦場の赤い悪魔」の異名を持ち、軍人というだけあって、あらゆる武器を使いこなす。射撃の腕はケロン軍選抜射撃競技会第一位の腕前。戦闘能力はかなり高く特にサバイバル戦が得意である。さらに怒りが頂点に達すると、全ての能力を戦闘能力に変換する能力がある。さらには言語能力までもを戦闘能力に変換しカタコトになり、その際には戦闘能力が通常の1.3倍になるが、3倍パワーアップしたように感じられる。その時の彼は怒りで凶悪な目付きをしており、見るからに恐ろしい顔付きになる。
夏美が危険にさらされた時には怒りが頂点に達していなくても自ら能力を戦闘能力に変換し、この戦闘モードになることもある。速さはケロロ小隊の中で最も速くなり、誰も止められない。しかしデスクワークは苦手である。また、外見の節で前述の通り夏美の写真が納められているベルトが無くなると驚くほどに戦闘力が落ちてしまう。さらには運動能力のバランスも崩れ、転んだり頭を壁にぶつけたりという有様になり、さらに百発百中で当てることのできる銃の腕前が全くなくなってしまう。なお、このベルトはバックルが金属製のために結構な重さがある。更に戦闘時に弾薬等を提げて使用するために、ますます体幹バランスが狂いやすいことになる。
この他夏美のことを思う（特に入浴中のシーン）と放心状態に陥り、その時は戦闘に集中できなくなる。それに関して想像すると戦闘時の様子を思い出そうとするが、どうしても夏美との入浴シーンを思い浮かべてしまい、それに興奮するあまり頭の血管が切れて血が噴き出すこともある。
感覚に関してはまず視野はかなり広いと思われ、聴覚はイアパッドをしていても数メートル先（しかもガラス越し）の話が聞こえるほどの地獄耳。また2000km先で落ちた針の音が聞こえるらしいが、真偽は不明である。
高校の数学はできないがかけ算はできる（ある数字に0をかけると必ず0になることは理解している。その他にもやや複雑な計算もできる）。だが絵はド下手で、アニメ第33話にてケロロ小隊でアニメを作った際には本来30分のアニメを作るには3000枚の絵が必要なところを、作画の一枚目だけで3時間掛けたこともある。

### 経歴
地球に来る前の詳しい経歴は不明。ケロロ小隊に選ばれた理由はタママ曰く「極度の武器オタクなところを買われたから」とのこと。
ケロロたちと共に地球へ上陸してからは主に軍事機関を調査することになったが、本隊が撤退して1ヵ月経ってもケロロが行動を起こさなかったことを疑問に思い、1人でケロロを捜索する。その道中で日向家の捕虜として捕まっていたケロロを発見したため、彼を救い出すべく彼を救出する名目で日向家の完全制圧を目論むが、家主の娘である夏美のスキのない一撃クリーンヒットであえなく敗北し、この出来事を境に彼女に惚れる形で日向家の庭でテントをはってキャンプ生活を送り始める。
テント生活をする理由としては「（侵略相手である）地球人となど一緒に住めない」という軍人としての心得が要因であり、普段は1人で焚き火を焚いていたり、テントの中で軍用食（「ケロレーション タイプG」?）を食べて生活していることが多いが、夏美への淡い恋心も相まって彼女には罪悪感が多くあり、たまに夏美含めた日向家の人々と一緒に食事をする時もある。
キャラクター自体は第1話からその存在が仄めかされており、ストーリーの大筋に絡むのは原作第11話・アニメ第3話Bパートからである。姿のお披露目は同話ラストが初となり、そのまま原作第12話・アニメ第4話Aパートへと物語が続く形で初登場回が描かれる。

### 人物関係

#### 恋愛面
夏美に対しては上述の通り、日向家完全制圧のために戦うが戦士としての夏美に惚れる。彼女とはパートナーであり、ギロロは彼女に「宇宙を超えた片思い」をしている。当初は彼女を「地球の女ソルジャー」だと思って好意を抱いていたが、物語が進むにつれて女性としての夏美にも惚れている部分もあり、言いたいことも言えないなど基本的に恋愛レベルは中学生以下であり、その上奥手。彼の一途な愛は黙って最高（究極）の焼き芋を焼いてあげたり、夏美の危機には全力で彼女を守ったり、さらには夏美だけのためにサツマイモ畑を作ったりするなど、正にハードボイルド・ラヴである。なお、ギロロは夏美を想う気持ちから妄想に走ることがあるが、彼の妄想上の夏美は恐ろしく現実からかけ離れており、夏美が「戦士」として描かれていたり（パワードスーツを着用しているなど）、「ねえ、ギロロ」「ありがとう、ギロロ」などの発言をしていたりすることが多い。
ケロロたちが本格的に地球侵略作戦を実行するとそれを阻止する夏美に影で味方してしまい、地球侵略が進まない一因ともなっている（一応自覚しているらしい）。夏美に関係したことなら死ぬことすら受け入れている節があり、極小化してプールで遊んでいた際、それに気づかなかった彼女に潰されて死にそうになっていた際も「それもまた本望」と発言している。夏美たちが攫われた時には複数いても彼女のみを助ける気でいる。夏美以外はギロロが彼女に好意をもっていることを知っている。夏美の方も、いつも何かあるとギロロが助けてくれるため、仲間としてではあるが好感を抱いている。そのため、パートナーとしては仲は良好である。
また、夏美の憧れの人である623（アニメではサブロー。以下同様）や仲良しの東谷小雪にまで嫉妬しており、そのせいで暖房代わりになるほどに熱くなることもある（「暖房代わり」は原作のみ）。タママに今なら分かり合えると仲間意識をもたれることがある等、実はギロロも嫉妬深い内面を持つ。なお、恋煩いもまた前述の2つの原因とともにストレスの原因となっている。
幼少時代、プルルに好意を持っていたらしく、ドロロが入力したドアロックのパスワードが、プルルの誕生日かと見抜いていた。
日向家の近所に出没する子猫を助けたことがあり、それ以後、子猫に好意を持たれなつかれている。子猫と一緒にたき火を囲んだりテントの中などで一緒に寝る描写があり、ケロロも子猫のことを「ギロロんちの猫」と発言する等、実質ギロロの飼い猫のような状態である。

#### その他の人物関係
ガルル中尉という兄がいる。前述通り彼を呼び捨てで呼んでいるが、幼年期は「兄ちゃん」と呼んでおり、現在でも軍の関係者としてではない時、「兄ちゃん」と呼んでしまうことがある。他に兄はいないようである。父に関してはアニメで少しだけ明かされたが詳細は不明である（ケロン人#ギロロの家族の「ギロロ/ガルルの父」を参照）。アニメにおいてケロロ小隊では幼年期と現在の声が彼だけ異なり女の子のような声だが、ガルルを見る限り、幼年期に声が高いというのは遺伝である模様。
ケロロ・ゼロロ（ドロロ）とは幼馴染で、幼年期は3人で行動（遊び）を共にしていた。ドロロが受けた数々のいじめに関しては「ゼロロをいじめていたのはケロロだけで、自分には罪はない」と思っているが、ドロロによるとケロロが自分をいじめていたときギロロはいつでも見ているだけであったという（それもれっきとしたいじめである）。ただし幼年期にジュースをゼロロにあげたことがあり、優しい面も持っている。地球侵略に熱心でないケロロ軍曹にいつも苛立っており、彼への苛立ちと侵略遅延がストレスとなっている。その一方で友達思いな面もあり、ケロロがカリエス・ウォー（虫歯治療）や謎の病気にかかった際のギロロの行動にそれが現れている。
小隊ではケロロと一番付き合いが長く、単行本の人物相関図でも「意外と親友（マブ）」と紹介されている。また、ケロロ不在時にはギロロが作戦指揮を代行している。
タママに対しては、初登場時に臨場感を出すためにギロロを「お前」と呼んでしまった時は「上官を『お前』呼ばわりするのか」と発言し、さらに「目を食い縛れェェ!!!」と無茶を言い、「そのような状況判断もできんとは…そういう体たらくだから」という説教をする。なお、このようなタママとのやりとりがある一方で、ケロロには階級差を無視した言葉遣いをしており、後輩とはいえ小隊では最も階級が高いクルルに至っては蹴飛ばしたり彼の顔面にバズーカを放ったりもする。だがケロロに関しては入隊以前からの親友という事情もあり、クルルの場合は彼にもそうされるだけの行動（会議中にわかりやすく悪い態度をとったり、ベルトを隠すなど）がある。また、兄のガルル中尉も呼び捨てで呼び、対等の口調で接しているが、プライベートでは「兄ちゃん」と呼ぶ。
クルル曹長とは犬猿の仲だが、最近では2人で行動していることもある。よくクルルの発明の実験台（犠牲者）にされ、そのたびにひどい目に合わされており「実験動物」と言われることもある。
小雪に対しては上記の通り激しい嫉妬心を抱いており、タママがアンゴル＝モアに対してそう呼ぶのと同様に「あの女」と呼ぶことがある。彼女を襲撃したり、決闘に至ったことも何度かある。
623（サブロー）のこともよく思っておらず、挿入歌『ギロロの一番長い日』でサブローのことを勝手に「コードネーム326」としている。この他、西澤総裁（桃華の父・梅雄）・ポール・宇宙警察のことも気に入らないらしい。
冬樹の「運動会」の特訓の手伝いもしたこともある。

### 話し言葉の特徴
一人称は「俺」であり、二人称は「貴様」もしくは「お前」。
ただし、アニメで一度だけタママと同じ口調になったことがある。
アニメ版では「ちょっと待て」や「パワーアップ」といった促音（小さい"っ"）のある言葉を切らずにそのまま（促音便化させず）発音することがある（例：ちょつと待て）。
小隊内の無線では「スカル1」を用いる（額のドクロマークが由来）。

### その他のエピソード
- 秋葉原のポップカードにて「Q.今一番のツンデレキャラは? A.ギロロ伍長です!」と紹介されたことがある。[要出典]
- 『ケロロRPG 騎士と武者と伝説の海賊』では、予約特典のクリアファイルに『テイルズ オブ ジ アビス』のヴァン・グランツと共演しているイラストがある。これはギロロの声を演じている中田譲治がヴァンの声を担当していたからである。ゲーム中で占い師から「武器を剣に変え、弟子をとれ」と言われた（これもヴァンと共通している）。ある条件を満たすと、ギロロがヴァンの技を覚える。
- 『けものフレンズ』とのコラボレーションにて、アニマルガールとなったギロロが登場[13]。声は松井恵理子が担当する。

## コスプレ・変身
ククルス・ドアン/レオニード・アルモドバル
アニメのみの設定。第69話Bパートで初登場。土井中村の水着美女お笑いコンテストでのお笑いグループ「ハルマゲドン」に2ndシーズンより加入。ギロロがペコポン人スーツを着て地球のヤンキー女子高生に成りすました形態。ヘアスタイルが古墳時代の男性がしていたみずらという髪型と似ている。2ndシーズンまでは名が「ククルス・ドアン」。3rdシーズンでは「レオニード・アルモドバル」に改名。
ギロロドラゴン
『超劇場版ケロロ軍曹 撃侵ドラゴンウォリアーズであります!』において竜の書の力を受けドラゴンの姿となったギロロ。体にベルトを2本×の字状に巻き右腕にガトリング砲、左腕と耳の部分にミサイルポッドを装備している。